# Universidad Alejandro de Humboldt
La Universidad Alejandro de Humboldt (UAH), es una universidad privada en Venezuela. Fue nombrada así en honor al científico alemán Alexander von Humboldt, quien desarrolló parte de su gran obra en Venezuela. Se encuentra ubicada en la ciudad de Caracas y cuenta con un campus alterno en la ciudad de Valencia.

## Concepción de la universidad
La Universidad Alejandro de Humboldt es una institución privada promovida por la Asociación Civil Educativa Humboldt, su funcionamiento fue autorizado por el Ejecutivo Nacional mediante Decreto Presidencial n.º 2225 del 1 de diciembre de 1997, publicado en Gaceta Oficial n.º 36351 del 9 de diciembre de 1997, luego de conocer la opinión favorable del Consejo Nacional de Universidades, sobre la creación de esta Institución, en su sesión del 25 de julio de 1997, como consta en la Resolución n.º 28 del Secretariado Permanente, el 28 de julio de 1997, publicado en la Gaceta Oficial n.º 36300 del 20 de septiembre de 1997, bajo la presidencia de Rafael Caldera.
Después de cumplir con lo establecido en el Artículo 175 de la Ley de Universidades, esta Casa de Estudios adquirió su personalidad jurídica el 10 de febrero de 1998, con la protocolización correspondiente, quedando registrada bajo el n.º 1, Tomo n.º 6 del Protocolo Primero y los documentos requeridos para esos efectos fueron registrados bajo n.º 19 y 20, Tomo 8, Protocolo Primero del primer trimestre de ese año.

## Estructura
La Universidad Alejandro de Humboldt posee una estructura organizativa formada por facultades, escuelas, departamentos y otras dependencias necesarias para su correcto funcionamiento.

### Ofertas académicas de pregrado

#### Facultad de Ciencias Económicas y Sociales
- Escuela de Administración de Empresas Turísticas
- Escuela de Administración de Empresas
- Escuela de Contaduría Pública
- Escuela de Comercio Internacional
- Escuela de Economía

#### Facultad de Ingeniería
- Escuela de Ingeniería informática
- Escuela de Ingeniería en Mantenimiento de Obras

#### Facultad de Humanidades y Educación
- Escuela de Publicidad
- Escuela de Educación, Mención Inglés

### Estudios de Postgrado
- Derecho de las Telecomunicaciones
- Esp. Estrategias para la Educación a Distancia

### Estudios de Diplomado
- Componente Docente para el Desempeño en la Educación Superior
- Gerencia de Centros de Salud
- Mercadeo en las Telecomunicaciones
- Gerencia de Talento Humano
- Gerencia de Proyecto
- Investigación en el Contexto Social
- Banca y Finanzas
- Gerencia Estratégica Financiera
- Negociaciones Internacionales
- Gerencia de Mercadeo Y Ventas

## Himno
Letra: Ernesto Luis Rodríguez.
Música: Maestro Inocente Carreño.

CORO
Alejandro de Humboldt nos orienta y nos guía

con el cálido anhelo de un futuro mejor;

aquí estamos unidos en dichosa armonía:

optimista, esperanza, convivencia y amor.
I
Geógrafo, humanista y ecólogo eminente,

consagrado a la ciencia con ali ideal;

la historia de sus viajes por este continente

la gana desde América la gloria universal.

II
Amigo de Bolívar, de paso por el mundo

su huella luminosa dejó en nuestro país;

y en estas aulas vive su estímulo fecundado

como en el tallo viven la flor y la raíz.
III
Aquí nos acompañan la luz de su cultura,

ejemplo de constancia para la juventud.

Crecida como un árbol aquí la fe perdura

y amamos el estudio con fresca plenitud.